# 小山内優
小山内 優（おさない まさる、1959年 - ）は日本の教育学者。東京都出身。政策研究大学院大学教授、国際教養大学副学長兼事務局長、創価大学副学長、国際部長、国際教養学部教授を経て、現在、創価大学名誉教授。学校法人創価大学常任理事。研究分野は大学アドミニストレーション、大学の研究活動及びパブリック・サービスの分析。

## 経歴

### 略歴
- 1983年、東京大学法学部を卒業して文部省に入省した。文部科学省では国際交流官、同競技スポーツ課長を務めたのち、文科省に関連する諸機関に出向して多彩な職責を歴任している。具体的には、政策研究大学院大学教授、日本学術振興会ロンドン研究連絡センター長、国際教養大学副学長兼事務局長、日本学術振興会研究事業部長、物質・材料研究機構理事を務めた。この間の2012年に桜美林大学大学院修士課程を修了した。

- 2013年に文科省を退職し、創価大学学士課程教育機構教授として赴任。その後、2014年には創価大学国際部長、国際教養学部教授となり、2019年からは副学長を務め、2025年から名誉教授となった。2022年から学校法人創価大学常任理事を務めている[2]。

### 学位
- 学士（法学）（東京大学）
- 修士（大学アドミニストレーション）（桜美林大学）

## 著書

### 単著
- 『研究計画書の点検と進化の実際 “基金化”／審査のポイント／チェックリストと改善例』（地域科学研究会、2011年）
- 『研究計画書の点検と進化の実際 “基金化”／審査のポイント／チェックリストと改善例　新訂』（地域科学研究会、2014年）